# Antitauro
O Antitauro (do grego Αντίταυρος; em turco:  Aladağlar) é um maciço montanhoso localizado no sul e sudeste da Turquia, que constitui a continuação para leste e nordeste dos Montes Tauro.

## Descrição
A localização e os limites do maciço variam bastante conforme os autores. Por vezes o Antitauro é apresentado como parte dos Montes Tauro, noutras  ocasiões, o termo Antitauro aplica-se a quase todas as montanhas mais ou menos a leste de Mersin, onde é usual colocar o término dos Montes Tauro. Outras vezes descreve-se o Antitauro como um ramo dos Montes Tauro que curva para nordeste cerca de Mersin (outros também incluem no Antitauro as cadeias montanhosas que dão continuidade ao Tauro para leste, a partir de Mersin). Para completar a confusão do quadro, por vezes o termo Aladağlar aplica-se somente ao maciço situado a sudeste de Niğde, onde se situa o Demirkazik Dagi (3 752 m), que para alguns é o cume mais alto do Antitauro. Por sua vez, as montanhas das províncias de Niğde e Aksaray são muitas vezes designadas como "Tauro Central" (Orta Toroslar).
Segundo alguns autores, o cume mais alto do Antitauro é o Monte Argeu (Erciyes Dağı), um estratovulcão com 3 916 m de altitude situado perto da cidade de Kayseri. O geógrafo grego Estrabão escreveu que no seu tempo havia sempre neve no cume do Monte Argeu e os poucos que conseguiam chegar ao seu topo, conseguiam de lá avistar o Mar Negro e o Mediterrâneo.